# Eudactylina acuta
Eudactylina acuta is een eenoogkreeftjessoort uit de familie van de Eudactylinidae. De wetenschappelijke naam van de soort is voor het eerst geldig gepubliceerd in 1853 door Pierre-Joseph Van Beneden.